# Französischer Revolutionskalender/Y9
Dies ist der Französische Revolutionskalender für das Jahr IX der Republik, das vom 23. September 1800 bis zum 22. September 1801 des gregorianischen Kalenders dauerte.